# BioAlliance Pharma
BioAlliance Pharma est un groupe biopharmaceutique français spécialisé dans le développement et la commercialisation de produits destinés à maîtriser la résistance aux médicaments. 
BioAlliance Pharma est spécialisée dans le développement de produits thérapeutiques destinés à maîtriser la résistance aux médicaments et ciblant le cancer, le VIH et les maladies infectieuses et maladies opportunistes. 
Le groupe entretient un réseau d’alliances étroit avec entre autres le CNRS (Centre National de la Recherche Scientifique), l’Inserm (Institut National de la Santé et de la Recherche Médicale) et l’Institut Pasteur.

## Historique
BioAlliance Pharma est cotée en bourse sur Euronext en décembre 2005.
En avril 2014, BioAlliance annonce sa fusion avec l'entreprise danoise Topotarget pour créer Onxeo.